# Ronato Alcano

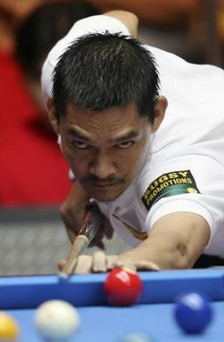
Ronato Alcano

Ronato Alcano (sinh ngày 27 tháng 7 năm 1972 tại Calamba, Laguna) là một vận động viên bi-a Philippines và là vô địch bi-a thể loại 9 bi thế giới năm 2006.
Trước đó, Alcano đã từng vô địch giải Vòng quanh châu Á (San Miguel Beer Asian 9-ball tour Champion) diễn ra tại Philippines.